# Liste der Abgeordneten zum Salzburger Landtag (1. Republik, 2. Wahlperiode)
Diese Liste der Abgeordneten zum Salzburger Landtag (1. Republik, 2. Wahlperiode) listet alle Abgeordneten zum Salzburger Landtag in der 2. Wahlperiode der Ersten Republik auf. Die Gesetzgebungsperiode dauerte von der Konstituierung des Landtags am 4. Mai 1922 bis zum 3. Mai 1927. Die Konstituierung des nachfolgenden Landtags der 3. Wahlperiode erfolgte am 4. Mai 1927.
Bei der Landtagswahl 1922 hatte die Christlichnationale Wahlgemeinschaft die absolute Stimmen- und Mandatsmehrheit erzielt, wobei die Anzahl der Landtagsmandate im Vorfeld von 40 auf 28 gesenkt worden war. Bei der Christlichnationalen Wahlgemeinschaft hatte es sich um ein Parteibündnis aus Christlichsozialer Partei (CSP), der Deutschen Nationalsozialistischen Arbeiterpartei (DNSAP) und dem Freiheitlichen Salzburger Bauernbund gehandelt. Gemeinsam hatte das Wahlbündnis 16 Mandate erzielt, wobei nach der internen Aufteilung 14 Mandate der CSP und je ein Mandat der DNSAP bzw. dem Salzburger Bauernbund zufielen. Nach der Wahl bildeten die drei Parteien jedoch keinen gemeinsamen Landtagsklub, vielmehr blieben die Vertreter von NSDAP und Bauernbund fraktionslos und arbeiteten informell mit der Großdeutschen Volkspartei zusammen. Des Weiteren erreichte die Sozialdemokratische Arbeiterpartei Deutschösterreichs (SDAPDÖ) zehn Mandate, die neugegründete Großdeutsche Volkspartei (GDVP), die teilweise die Nachfolge der Freiheitlichen Bürger-, Bauern- und Arbeiterpartei angetreten hatte, zog mit zwei Mandaten in den Landtag ein.
Nach der Angelobung der Landtagsabgeordneten am 4. Mai 1922 wählte der Landtag noch am selben Tag die Mitglieder der Landesregierung Rehrl I.

## Funktionen

### Landtagspräsidenten
Das Amt des Landtagspräsidenten übernahm in der 2. Wahlperiode Josef Breitenfelder (SDAPDÖ), der zuvor das Amt des Ersten Landtagspräsident-Stellvertreters innegehabt hatte. Das Amt des Ersten Landtagspräsident-Stellvertreters übernahm 1922 Wilhelm Scherthanner (CSP), in die Funktion des Zweiten Landtagspräsident-Stellvertreters wurde erneut Josef Rainer (CSP) gewählt. Die Wahl der drei Landtagspräsidenten erfolgte am 4. Mai 1922.

### Landtagsabgeordnete
| Name                   | Fraktion     | Anmerkung                                                                     |
| ---------------------- | ------------ | ----------------------------------------------------------------------------- |
| Bachinger Josef        | CSP          |                                                                               |
| Baumgartner Eduard     | SDAPDÖ       |                                                                               |
| Breitenfelder Josef    | SDAPDÖ       |                                                                               |
| Christoph Anton        | GDVP         | am 19. November 1924 verstorben                                               |
| Emminger Karl          | SDAPDÖ       |                                                                               |
| Etter Daniel           | CSP          |                                                                               |
| Fersterer Bartholomäus | CSP          | am 1. Dezember 1925 für Johann Hasenauer angelobt                             |
| Freundlinger Franz     | fraktionslos | am 2. Mai 1924 für Johann Ober angelobt, Mitglied des Salzburger Bauernbundes |
| Hasenauer Johann       | CSP          | bis 24. November 1925                                                         |
| Hauthaler Josef        | CSP          |                                                                               |
| Huber Johann           | CSP          |                                                                               |
| Kalschegg Alois        | GDVP         | am 28. November 1924 für Anton Christoph angelobt                             |
| Kirchner Johann        | CSP          |                                                                               |
| Klaushofer Marie       | SDAPDÖ       | bis 13. Jänner 1925                                                           |
| Kriechhammer Johann    | CSP          |                                                                               |
| Leukert Heinrich       | SDAPDÖ       |                                                                               |
| Neumayr Anton          | SDAPDÖ       |                                                                               |
| Neureiter Michael      | CSP          |                                                                               |
| Nitzinger Johann       | CSP          |                                                                               |
| Ober Johann            | fraktionslos | bis 1. Mai 1924, Mitglied des Salzburger Bauernbundes                         |
| Ott Max                | GDVP         |                                                                               |
| Perner Jakob           | CSP          | am 13. Juli 1925 verstorben                                                   |
| Preis Josef            | CSP          |                                                                               |
| Preussler Robert       | SDAPDÖ       |                                                                               |
| Prodinger Hans         | fraktionslos | Mitglied der DNSAP                                                            |
| Rainer Johann          | CSP          | am 17. November 1925 angelobt                                                 |
| Rainer Josef           | CSP          |                                                                               |
| Rehrl Franz            | CSP          |                                                                               |
| Riedler Josef          | SDAPDÖ       |                                                                               |
| Schernthanner Wilhelm  | CSP          |                                                                               |
| Schwaiger Josef        | SDAPDÖ       | bis 13. Jänner 1925                                                           |
| Treml Johann           | SDAPDÖ       |                                                                               |
| Witternigg Anna        | SDAPDÖ       | am 14. Jänner 1925 angelobt                                                   |
| Wowes Theresia         | SDAPDÖ       | am 14. Jänner 1925 angelobt                                                   |